# Черкаське вище професійне училище імені Героя Радянського Союзу Г. Ф. Короленка
Черкаське вище професійне училище імені Героя Радянського Союзу Г. Ф. Короленка — державний навчальний заклад, професійно-технічний навчальний заклад у місті Черкаси.

## Історія
Училище було засноване 1968 року як Черкаський навчально-виробничий комбінат і готував робітників для сфери побутового обслуговування населення. 1972 року наказом Міністерства народного обслуговування УРСР від 27 листопада 1972 року № 305 комбінат було реорганізовано у Черкаське професійно-технічне училище № 13 облпобутуправління. З 1 січня 1986 року ПТУ було передано до системи професійної технічної освіти. 1996 року постановою кабміну України від 11 квітня № 420 навчальному закладу було присвоєно ім'я Героя Радянського Союзу Григорія Короленка. 2003 року згідно з наказом МОН України від 13 серпня № 545 ПТУ було реорганізовано у сучасний навчальний заклад. 2009 року згідно з наказом МОН України від 4 червня № 483 до складу навчального закладу було приєднано ліквідоване Черкаське професійно-технічне училище № 8 (по вулиці Сурікова) як відділення. 1 вересня того ж року навчальному закладу було надано статус «Державний навчальний заклад».

## Спеціальності

Колишнє ПТУ №8

Училище готує робітників за наступними спеціальностями:
- на базі повної загальної середньої освіти
  - Кравець. Закрійник
  - Перукар (перукар-модельєр). Манікюрник
  - Слюсар-електрик з ремонту електроустаткування
  - Електромонтер з ремонту та обслуговування електроустаткування. Електромонтажник освітлення та освітлюваних мереж
  - Флорист. Декоратор вітрин
  - Оператор з обробки інформації та програмного забезпечення
  - Фахівець з перукарського мистецтва та декоративної косметики
- за освітньо-кваліфікаційним рівнем молодшого спеціаліста
  - Швейне виробництва (технік-технолог)
  - Фахівець з перукарського мистецтва та декоративної косметики
- на контрактній основі
  - Перукар (перукар-модельєр). Манікюрник
  - Слюсар-електрик з ремонту електроустаткування
- на базі базової загальної середньої освіти
  - Кравець. Закрійник
  - Флорист. Декоратор вітрин
  - Перукар (перукар-модельєр). Манікюрник
  - Електромонтер з ремонту та обслуговування електроустаткування. Електромонтажник з освітлення та освітлювальних мереж
  - Оператор швацького устаткування. Швачка
  - Фахівець з перукарського мистецтва та декоративної косметики
  - Оператор з обробки інформації та програмного забезпечення
  - Адміністратор
- курсове навчання
  - за швейним напрямком
  - за перукарським напрямком
  - за флористичним напрямком

## Керівництво
- 1972—1975 — Нагорний Максим Андрійович
- 1975—1982 — Волошкевич Анатолій Іванович
- 1982—1986 — Кириченко Антоніна Дмитрівна
- 1988—2005 — Кулинич Зоя Миколаївна
- 2005—2015 — Котенко Анатолій Петрович
- з 2015 — Карбівничий Василь Олексійович

## Педагогічний колектив
У навчальному закладі працюють 46 майстрів виробничого навчання, з яких 15 мають категорію «спеціаліст вищої категорії», 13 осіб — категорію «спеціаліст І категорії», 10 осіб — категорію «спеціаліст ІІ категорії», 3 особи — звання «викладач-методист», 5 осіб — звання «старший викладач», 2 особи — звання «відмінник освіти України».

## Відомі випускники
- Айна Гассе — видатний український модельєр, працює у Києві і створює одяг для відомих людей України
- Віктор Антоненко — видатний український модельєр, організатор конкурсів молодих дизайнерів